# عبد الجبار الراوي
عبد الجبار عبد الله أحمد الراوي (1898 - 26 كانون الأول 1987) ضابط عراقي ومسؤول، وُلد في راوة بمحافظة الأنبار غرب العراق.
شارك في الحرب العالمية الأولى ضابطاً في الجيش العثماني عام 1916، وجرح أثناء حصار الجنرال تاونشند لمدينة الكوت ومنح وسام الحرب.
انضم إلى الثورة العربية الكبرى في عام 1917 وعين في جيشها الشمالي برتبة ملازم أول وتولى فيه وفي جيش الحكومة العربية في الشام واجبات مختلفة. وبعد سقوط دمشق في يد الجيش الفرنسي عاد إلى العراق.

## سيرته العملية

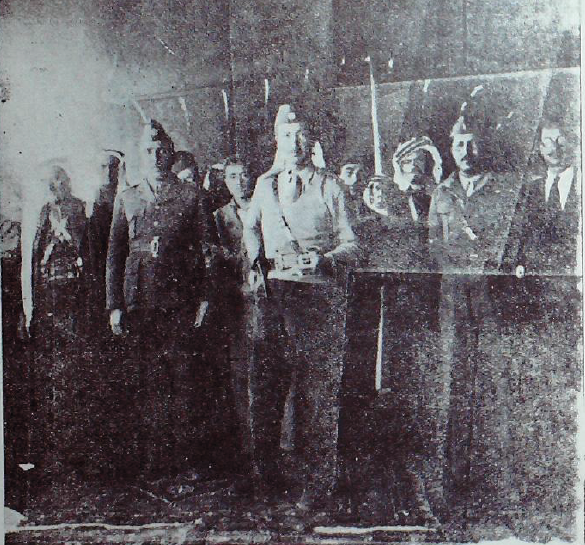
عبد الجبار الراوي يظهر في الصورة إلى جانب الوصي عبد الإله بن علي الهاشمي، كما يظهر في الصورة الشريف حسين الشقراني والعقيد عبيد الضايفي

انتمى إلى الجيش العراقي عند تأسيسه في عام 1921 برتبة ملازم أول ونقل إلى الخدمة في الشرطة عام 1922 لقيادة بيرق الهجانة الشمالية وتدرج في الوظائف والرتب من ملازم أول إلى فريق شرطة كما عهدت اليه الوظائف التالية:
- مدير الشرطة العام
- مدير إدارة البادية
- متصرف لواء الحلة (محافظة بابل حالياً)
- متصرف لواء كربلاء (محافظة كربلاء حالياً)
- مدير السجون العام
- عميد كلية الشرطة

أحيل على التقاعد عام 1955.
انتخب نائباً في المجلس النيابي عام 1958 واختير لعضوية مجلس الاتحاد العربي (الهاشمي).
في عام 2013 قرر مجلس امانة عمان الكبرى بالإجماع إطلاق اسم عبد الجبار الراوي على أحد شوارعها، بأعتباره من ضباط الثورة العربية الكبرى. و تم تسميته في حي عبدون الجنوبي في منطقة زهران في عاصمة المملكة الأردنية الهاشمية
كما منح الأوسمة العربية التالية:
- وسام معان
- وسام ذكرى الاستقلال
- وسام النهضة
- وسام الرافدين.

•	اعتزل الخدمة العامة بعد ثورة 14 تموز في عام 1958 على الحكم الملكي في العراق.

## مؤلفاته
- كتاب البادية، وطبع ثلاثة طبعات[2]
- كتاب أحكام من القران، وطبع طبعتين
- كتاب مذكرات عبد الجبار الراوي، بمقدمة من العلامة محمد بهجة الأثري وقد طبع ونشر بعد وفاته.
- مخطوط بعنوان من ثمرات المطالعة

## وفاته
•	توفى في بغداد في 26 كانون الأول 1987، ودفن في مقبرة الكرخ.